# NGC 6358
NGC 6358 (другие обозначения — UGC 10810, MCG 9-28-33, ZWG 277.34, PGC 60054) — галактика в созвездии Дракон.
Этот объект входит в число перечисленных в оригинальной редакции «Нового общего каталога».